# Georgiansk arkitektur
Georgiansk arkitektur er en arkitektur-stil der var fremherskende i perioden mellem 1714 og 1830. Den er navngivet efter de første fire britiske monarker fra Huset Hannover — Georg 1., Georg 2., Georg 3. og Georg 4. — der regerede fra august 1714 til juni 1830. De såkaldte store georgianske byer på de Britiske Øer var Edinburgh, Bath, Dublin inden uafhængigheden, og London, og i mindre grad York og Bristol. Stilen blev genoplivet i slutningen af 1800-tallet i USA som Colonial Revival-arkitektur og i slutningen af 1900-tallet i Storbritannien Nygeorgiansk arkitektur; hvor det også kaldes Georgian Revival architecture. I USA bliver begrebet Georgian generelt brugt til at beskrive alle bygninger fra perioden, uanset hvilket stil de er opført i; i Storbritannien er det generelt begrænset til bygninger der har stilistiske karaktertræk der er typiske for perioden.
Georgiansk arkitektur varierer meget, men er kendetegnet ved symmetri og proportioner baseret på klassisk arkitektur fra Grækenland og Romerriget, som blev genoplivet i renæssancens arkitektur. Ornamenter er også normalt i den klassiske tradition, men det er typisk begrænset i omfang, og nogle gange fuldstændigt fraværende fra eksteriøret. Perioden bragte ordforrådet fra klassisk arkitektur til mindre og mere moderate bygninger, end det tidligere var blevet brugt, og erstattede engelsk folkemunde-arkitektur i næsten alle nye middeklassehjem og offentlige bygninger i slutningen af perioden.